# (2584) Turkmenia
(2584) Turkmenia est un astéroïde de la ceinture principale.

## Description
(2584) Turkmenia est un astéroïde de la ceinture principale. Il fut découvert le 23 mars 1979 à Naoutchnyï par Nikolaï Tchernykh. Il présente une orbite caractérisée par un demi-grand axe de 2,23 UA, une excentricité de 0,07 et une inclinaison de 1,4° par rapport à l'écliptique.

## Compléments